# Aénor di Châtellerault
Aénor di Châtellerault, conosciuta anche come Aénor di Rochefoucauld (Châtellerault, 1103 – Talmont-sur-Gironde, marzo 1130), è stata la madre di Eleonora di Aquitania, che divenne una delle donne più potenti e importanti in Europa della sua epoca.
Aénor era una delle figlie del Visconte Aimery I, Visconte di Châtellerault, e di sua moglie Dangereuse de L'Isle Bouchard. Sua madre venne presa dal suo futuro suocero Guglielmo IX di Aquitania e diventò la sua amante fino alla morte di quest'ultimo nel 1127.
Aénor sposò Guglielmo X d'Aquitania, figlio dell'amante della madre, nel 1121 ed ebbe da lui tre figli: 
- Eleonora d'Aquitania, futura moglie del re di Francia Luigi VII prima e del re d'Inghilterra Enrico II dopo[1],
- Petronilla d'Aquitania, moglie di Raul I di Vermandois,
- Gugliemo Aigret, morto all'età di 4 anni.